# Volvo BM Bv 202
Volvo BM Bv 202 fue un vehículo blindado de combate, con  tracción a oruga, desarrollado por Volvo BM, una filial de Volvo, para el ejército sueco.

## Características
El vehículo estaba formado por dos partes, unidas por un pivote multi-direccional. La unidad frontal contenía el motor y la caja de cambios, a través del cual se suministraba la tracción (a través de un árbol de transmisión, al mecanismo del pivote), para alimentar al segundo tramo del vehículo.
El Bv 202 llevaba en la primera parte del vehículo al conductor y al comandante de la unidad, en la unidad trasera podían ser transportadas ocho personas.
La producción comenzó en Arvika en 1964 y terminó en 1981. El Bv 202 fue sustituido por el Bandvagn 206.
El Bv 202 fue diseñado para transportar tropas y equipo a través de la nieve en el norte de Suecia. Las últimas unidades suecas en utilizar este vehículo fueron las de caballería, que encontraron que la caja de cambios manual del Bv 202 era mejor que la transmisión automática del Bv 206.
El Bv Mk1 202 era impulsado por un motor Volvo de 82,5 CV, ejercía menos presión sobre el suelo que el peso de un esquiador, era totalmente anfibio, podía superar una pared de 1,10 m de altura y sortear zanjas de 3,6 m de ancho.

## Países que lo utilizaron
- Canadá
- Finlandia
- Países Bajos
- Noruega
- Suecia
- Reino Unido